# Луїс Карлос Бомбонато Гоуларт
Луїс Карлос Бомбонато Гоуларт (порт. Luiz Carlos Bombonato Goulart, нар. 14 листопада 1975, Рубінея), більш відомий під ім'ям Луїзао (порт. Luizão) — бразильський футболіст, що грав на позиції нападника.
Виступав за ряд бразильських клубів, іспанський «Депортіво», німецьку «Герту» та японську «Нагоя Грампус», а також національну збірну Бразилії, у складі якої став чемпіоном світу 2002 року.

## Клубна кар'єра
Народився 14 листопада 1975 року в місті Рубінея. Вихованець футбольної школи клубу «Гуарані» (Кампінас). Дорослу футбольну кар'єру розпочав 1992 року в основній команді того ж клубу, в якій провів один сезон, взявши участь лише у 1 матчі чемпіонату. Після цього перейшов у «Парану», з якою виграв Лігу Паранаенсе, але вже незабаром повернувся в  «Гуарані» (Кампінас).
У 1996—1997 роках виступав за «Палмейрас», вигравши з командою Лігу Пауліста. Після цього покинув Бразилію, підписавши контракт з іспанським «Депортіво». Проте заграти в Ла Лізі не зумів і вже наступного року повернувся на батьківщину, підписавши контракт з «Васко да Гама», де провів два роки. Протягом цього часу Луїзао з командою виборов титул володаря Кубка Лібертадорес, ставав переможцем Турніру Ріо-Сан-Паулу та Ліги Каріока.
Своєю грою привернув увагу представників тренерського штабу «Корінтіанса», до складу якого приєднався 1999 року. Відіграв за команду з Сан-Паулу наступні три сезони своєї ігрової кар'єри. Більшість часу, проведеного у складі «Корінтіанс», був основним гравцем атакувальної ланки команди і одним з головних бомбардирів команди, маючи середню результативність на рівні 0,68 голу за гру першості. В першому ж сезоні з командою Луїзао став чемпіоном Бразилії та переможцем Ліги Пауліста, наступного року став переможцем першого Клубного чемпіонату світу та найкращим бомбардиром Кубку Ліберторес, а 2001 року знову став переможцем Ліги Паулісти.
На початку 2002 року перейшов в «Греміо», але вже після перемоги на чемпіонаті світу, перейшов в німецьку «Герту».
Вдруге не загравши в Європі, на початку 2004 року Луїзао знову повернувся на батьківщину, підписавши контракт з «Ботафогу», де провів один сезон, після цього півроку грав за «Сан-Паулу», вигравши з командою ще один Кубок Лібертадорес та Лігу Паулісту.
Влітку 2005 року перейшов у японський клуб «Нагоя Грампус», але вже через півроку знову повернувся до Бразилії, ставши гравцем «Сантуса». 
З 2006 року виступав «Фламенго», з яким того ж року додав до переліку своїх трофеїв титул володаря Кубка Бразилії. Після цього виступав за нижчолігові клуби «Сан-Каетану» та «Гуаратінгета».
Завершив професійну ігрову кар'єру у клубі «Ріо-Бранко», за який виступав протягом 2009 року.

## Виступи за збірну
1996 року захищав кольори олімпійської збірної Бразилії на Олімпійських іграх 1996 року в Атланті, на якому команда здобула бронзові олімпійські нагороди, проте Луїзао зіграв лише в одному матчі.
Того ж року нападник дебютував і в офіційних матчах у складі національної збірної Бразилії. У складі збірної був учасником чемпіонату світу 2002 року в Японії і Південній Кореї, здобувши того року титул чемпіона світу. На тому турнірі Луїзао був резервним форвардом і лише двічі з'являвся на поле на заміну.
Протягом кар'єри у національній команді, яка тривала 7 років, провів у формі головної команди країни лише 16 матчів, забивши 3 голи.

## Статистика

### Клубна
| Чемпіонат | Чемпіонат            | Чемпіонат   | Ліга | Ліга |
| Сезон     | Клуб                 | Ліга        | Ігри | Голи |
| Бразилія  | Бразилія             | Бразилія    | Ліга | Ліга |
| --------- | -------------------- | ----------- | ---- | ---- |
| 1992      | «Гуарані» (Кампінас) | Серія A     | 0    | 0    |
| 1993      | «Парана»             | Серія A     | 6    | 0    |
| 1994      | «Гуарані» (Кампінас) | Серія A     | 27   | 9    |
| 1995      | «Гуарані» (Кампінас) | Серія A     | 10   | 7    |
| 1996      | «Палмейрас»          | Серія A     | 22   | 10   |
| 1997      | «Палмейрас»          | Серія A     | 24   | 13   |
| Іспанія   | Іспанія              | Іспанія     | Ліга | Ліга |
| 1997/98   | «Депортіво»          | Ла Ліга     | 13   | 4    |
| Бразилія  | Бразилія             | Бразилія    | Ліга | Ліга |
| 1998      | «Васко да Гама»      | Серія A     | 16   | 8    |
| 1999      | «Корінтіанс»         | Серія A     | 20   | 17   |
| 2000      | «Корінтіанс»         | Серія A     | 10   | 3    |
| 2001      | «Корінтіанс»         | Серія A     | 7    | 5    |
| 2002      | «Греміо»             | Серія A     | 0    | 0    |
| Німеччина | Німеччина            | Німеччина   | Ліга | Ліга |
| 2002/03   | «Герта»              | Бундесліга  | 19   | 2    |
| 2003/04   | «Герта»              | Бундесліга  | 7    | 2    |
| Бразилія  | Бразилія             | Бразилія    | Ліга | Ліга |
| 2004      | «Ботафогу»           | Серія A     | 15   | 9    |
| 2005      | «Сан-Паулу»          | Серія A     | 5    | 2    |
| Японія    | Японія               | Японія      | Ліга | Ліга |
| 2005      | «Нагоя Грампус»      | Джей-ліга 1 | 6    | 4    |
| Бразилія  | Бразилія             | Бразилія    | Ліга | Ліга |
| 2005      | «Сантус»             | Серія A     | 5    | 0    |
| 2006      | «Фламенго»           | Серія A     | 11   | 1    |
| 2007      | «Сан-Каетану»        | Серія B     | 5    | 2    |
| Країна    | Бразилія             | Бразилія    | 183  | 80   |
| Країна    | Іспанія              | Іспанія     | 13   | 4    |
| Країна    | Німеччина            | Німеччина   | 26   | 4    |
| Країна    | Японія               | Японія      | 6    | 4    |
| Всього    | Всього               | Всього      | 228  | 92   |

### Збірна
| Збірна Бразилії | Збірна Бразилії | Збірна Бразилії |
| Роки            | Ігри            | Голи            |
| --------------- | --------------- | --------------- |
| 1996            | 1               | 1               |
| 1997            | 0               | 0               |
| 1998            | 0               | 0               |
| 1999            | 0               | 0               |
| 2000            | 1               | 0               |
| 2001            | 3               | 2               |
| 2002            | 7               | 1               |
| Всього          | 12              | 4               |

## Титули і досягнення

### Командні

#### Регіональні
- Переможець Ліги Паранаенсе (1):

«Парана»: 1993
- Переможець Ліги Пауліста (4):

«Палмейрас»: 1996
«Корінтіанс»: 1999, 2001
«Сан-Паулу»: 2005
- Переможець Ліги Каріока (1):

«Васко да Гама»: 1998
- Переможець Турніру Ріо-Сан-Паулу (1):

«Васко да Гама»: 1999

#### Національні
- Чемпіон Бразилії (1):

«Корінтіанс»: 1999
- Володар Кубка Бразилії (1):

«Фламенго»: 2006

#### Міжнародні
- Володар Кубка Лібертадорес (2):

«Васко да Гама»: 1998
«Сан-Паулу»: 2005
- Клубний чемпіон світу (1):

«Корінтіанс»: 2000

#### Збірна
- Чемпіон світу (1):

Бразилія: 2002
- Бронзовий олімпійський призер: 1996

### Особисті
- Володар Срібного м'яча Бразилії: 1994
- Найкращий бомбардир Кубка Бразилії: 1996, 1998
- Найкращий бомбардир Кубка Лібертадорес: 2000